# 227 (число)
Вижте пояснителната страница за други значения на 227.
227 (двеста двадесет и седем) е просто, естествено, цяло число, следващо 226 и предхождащо 228.
Двеста двадесет и седем с арабски цифри се записва „227“, а с римски цифри – „CCXXVII“. 227 е на 49-о място в реда на простите числа (след 223 и преди 229). Числото 227 е съставено от три цифри от позиционните бройни системи – 2 (две), 7 (седем).

## Общи сведения
- 227 е нечетно число.
- 227-ият ден от невисокосна година е 15 август.
- 227 е година от Новата ера.